# المشتاية
بلدة ومصيف المشتاية تتبع محافظة حمص في سوريا بلدة رائعة الجمال، وتقع في أحضان وادي العطشان عند قدم جبل السايح على ارتفاع 467 م فوق سطح البحر وهي تطل على سهل عكار من الغرب حتى البحر الأبيض المتوسط ومن الجنوب على قلعة الحصن، إداريًا تتبع قرية المشتاية إلى ناحية الناصرة قضاء تلكلخ محافظة حمص السورية.

## جغرافيا
يبلغ متوسط ارتفاع المشتاية عن سطح البحر 450 م تقريباً، وعلى بعد 17 كم شمال أوتستراد حمص - طرطوس بين مفرق العريضة - تلكلخ، تتبع ناحية الناصرة تبعد عنها 3 كم.. في وادي النصارة، تتوزع المشتاية كما كانت قديماً بسكن مخلخل على جانبي وادي العطشان الذي يمتد باتجاه شرق - غرب.. في حين تتمركز وتكتظ مساكنها على سفح تلّة بنّوت التي تتفرع من أقدام جبل السايح الجنوبية، تحيطها الينابيع المتعددة من جميع الجهات: عين الجوزه - المرحة - عين البصل - عيون كفره - عين الحجل - عيون البرك - عين الرواس - عين الفاروخ - عين سعود... إلخ وأغلبها معدّة للشرب أكثر مما هي للري الزراعي، لهذا أطلق عليها (مشتاية) الذي يعني بالآرامية ماء الشرب لكثرة الينابيع فيها، ومنها أطلق أيضاً بالعربية على الوادي الذي تمتد فيه وتشرق عليه اسم وادي العطشان ليروي العطشان كما يروي ((يدفق)) المحبّة ويعتبر وادي العطشان كأحد أودية وادي النضارة يعتبر مسلكاً من مسالك دروب طريق الحرير الذي يساير فتحة حمص - طرابلس باتجاه شرق - غرب، سهّل قديماً عبور القوافل التجارية بين الشرق والبحر المتوسط قامت فيه الحانات وسط المسافة الفاصلة بين مدن الداخل (حمص - حماة) ومدن الساحل (طرطوس - طرابلس) في موقع المشتاية.

## الحياة الاقتصادية
عرفت القرية منذ القديم بزراعة الأشجار المثمرة وأهمها: شجرة التوت لتربية دودة القز التي تقوم عليها صناعة الحرير، وحالياً انتشرت شجرة الزيتون فكما عرفت قرية المشتاية الصناعات القائمة عليها من مخانق، ومكابس، قامت فيها كذلك المهن المتعلقة بوسائط النقل القديمة وغيرها.... وبسبب ضيق الأراضي الزراعية توجه أغلب سكانها نحو العلم.. والهجرة.. فقد فتحت فيها المدارس الخاصة والرسمية منذ مطلع القرن العشرين، كما تلقّى أبنائها علومهم قديماً في جامعات سوريا ولبنان، والاستانه.. وحديثاً في جامعات القطر العربي السوري ومتابعة في بلدان عربية، أوروبية، أمريكية وروسيّة فسادت في القرية مهنة الطب الحديث بوقت مبكّر تلازمت مع مهنة الطب الشعبي والتداوي بالأعشاب فيها منذ القديم.

### السياحة
تصنّف القرية «المشتاية» من مناطق الدرجة الأولى الممتازة للسياحة مما جعلها تتمتع بترويج السياحة على أنواعها: السياحة الدينية - السياحة الثقافية - السياحة الترفيهية - السياحة الأثرية - السياحة التجارية - السياحة العلاجية... مقومات السياحة جمال الطبيعة من جبال وغابات وينابيع ومناطق منتزهات مفتوحة وجو لطيف معتدل، يزداد عدد سكانها في فصل الصيف وموسم السياحة والاصطياف وتتضاعف وتتزايد دائماً في فصل الصيف حيث تشهد القرية عودة بعض أبنائها في المهجر أو في المدن الداخلية في القطر أو من العاملين في الأقطار العربية المجاورة بقصد السياحة والاستجمام.
تشهد القرية حالياً نهضة عمرانية حديثة يمكن التحدث من خلالها مستقبلاً عن قرية حديثة تبدو فيها الفلل والمباني الحديقة على احدث النظم المعمارية والكتل العمرانية في محيطها كما في وسطها المتميز بالسكن القديم والحديث (قرية قديمة)، والسكن الحديث (قرية حديثة) نشّطت فيها تجارة الاستثمار السكني وعرضه للبيع.. مما سيجعل نسيج سكّان القرية خلال وقت قصير غير ما هو معتاد عليه قبل عشرات السنين المتميّز بالتعاون الذي تشهد عليه المعالم القائمة حتى اليوم.
في المشتاية كافة الخدمات العامة والمباني الحديثة من المدراس - والجمعية الخيرية - وبناء مظلة المقبرة وملحقها وغيرها في مجال الخدمات العامة.
يتكلّم سكّان القرية بالعربية وقد برز منهم الأدباء والشعراء الذين حافظوا وحفظوا تراثها شعراً «الشعبي، الموزون».. يفاخرون بأمجاد من قدّموا ويقدّموا التضحية والولاء للوطن العربي الكبير متمثلاً بابنها البار الشهيد البطل جول جمال الذي يصادف هذا العام 2008 ذكرى مرور 60 عاماً على استشهاده خلال مشاركته في الدفاع عن جمهورية مصر إبان العدوان الثلاثي.وقالوا فيه.
لشهيدنا قل جول جمّال الذي المشتاية مسقطه حمى والمولد
للشاعر: سليم صليبي
تذكّرنا القناة إذا نسينا بأنك قد قضيت لها شهيداً
للأستاذ: جرجس طعمة
لم تبخل أيضاً بأبنائها في مجال العمل الوطني منذ مطلع القرن العشرين وحتى الوقت الحاضر: فكما شاركوا في توحيد سوريا قديماً شاركوا أيضاً في الإعداد للوحدة والتضامن مع الأقطار العربية وفي بناء سورية الحديثة، وحديثاً يتسنّون المراتب العلمية العالية وفي التطوير الجامعي والعمل السياسي.. والعسكري.. نالوا فيها الأوسمة الرقيقة: السورية منها، العربية والدولية.
يعتبر فندق الوادي المنشأة الحديثة التي أدخلت الترويج السياحي في القرية خاصة وفي المنطقة عامة.. في منطقة خصّها مناخها طبيعة ساحرة نصفها في المشتاية والنصف الآخر في محيطها من حولها مما شجّع قيام منشآت سياحيّة أخرى مختلفة متنوّعة في القرية تعمل على الجذب السياحي البعيد والبيني.. شكّل الوادي طبيعة جميلة بديعة جمعت بين مآثر الإنسان الحديثة.. ومآثر الطبيعة المتباينة الخالدة.. لن يتمتّع القارئ بوصفها الجميل بمقدار ما يتمتّع بمشاهدة تكوينها البديع...

## معالم وأعلام
من أهم معالم المشتاية دير مار جرجس الحميراء
من أبرز أعلامها البطل الشهيد جول جمال